# The Texas Chain Saw Massacre
The Texas Chain Saw Massacre (укр. Техаська різанина бензопилою) — асиметрична відеогра в жанрі survival horror, розроблена англійською студією Sumo Nottingham та видана американською компанією Gun Interactive. Вона розроблена за мотивами однойменного фільму 1974 року. У грі чотири жертви намагаються втекти від родини канібалів, перш ніж ті їх спіймають і вб'ють.
The Texas Chain Saw Massacre вийшла 18 серпня 2023 року для PlayStation 4, PlayStation 5, Windows, Xbox One і Xbox Series X/S, також того ж дня вона вийшла у підписці Xbox Game Pass. Після виходу гра отримала загалом позитивні відгуки, зокрема, за точність наслідування фільму 1974 року та унікальний геймплей «четверо проти трьох», хоча й зазнала критики щодо системи підбору гравців та технічних питань.

## Сюжет та ігровий процес
Сюжет гри розгортається навколо Ани Флорз та її друзів з коледжу, які вирушають на пошуки її зниклої сестри Марії поблизу вигаданого міста Ньют, штат Техас. Зрештою, група потрапляє в полон до сім'ї Слотерів, групи маніяків-людожерів.
Гравці розпочинають матч, взявши на себе роль члена родини або жертви, причому загалом можна грати трьома членами родини та чотирма жертвами, тобто загалом у матчі може бути сім гравців. Матч відбувається на одній з трьох мап: будинок родини Слотерів, заправка та скотобійня; будинок родини та заправка - це локації з фільму, а скотобійня - абсолютно нова локація. Кожна карта має денну та нічну варіації, що змінюють освітленість та атмосферу. Особливістю кожної карти є підвал, де всі жертви та Шкіряне обличчя починають поєдинок.
Звільнившись від пут, жертви повинні спочатку вибратися з підвалу, щоб дістатися до різних шляхів втечі. Жертви можуть втекти через один з чотирьох виходів, які завжди присутні на кожній карті. Члени родини тим часом повинні вистежувати і вбивати жертв; якщо жертва отримує достатню кількість поранень, її негайно вбивають і вона вибуває з гри. Члени родини також повинні годувати Дідуся, нерухомого персонажа, який харчується кров'ю жертв і мішками з кров'ю навколо карти. Після того, як він прокидається від шуму, який створюють жертви, він час від часу кричить, розкриваючи усім членам родини обриси будь-якої жертви, яка пересувається. Матч завершується, коли всі жертви або втекли, або були вбиті.
Гравці отримують досвід з кожним раундом і можуть витрачати зароблені очки навичок на дерево навичок кожного персонажа. Перки та атрибути розблоковуються через дерево навичок, що дозволяє налаштувати кожного персонажа відповідно до певного стилю гри.

## Персонажі
Всього в грі п'ять членів родини, кожен з яких має унікальні ігрові стилі та здібності:
- Шкіряне обличчя[en] — маніяк з бензопилою, унікальний тим, що починає гру в підвалі разом з жертвами і є єдиним персонажем, який обов'язково повинен бути в кожному матчі. Його бензопила дозволяє йому руйнувати перешкоди і завдавати великої шкоди жертвам;
- Кухар — старий чоловік, який вміє прислухатися до жертв, що створюють шум, що дає йому можливість бачити їх на карті;
- Автостопник — має доступ до пасток, які можна розставляти, щоб тимчасово знерухомлювати жертв, які на них наступають. Автостопник також ефективно переслідує жертв завдяки своїй високій витривалості та здатності протискатися крізь вузькі місця;
- Джонні — чудово відстежує сліди і здатен бачити їх протягом короткого часу після того, як жертва пройшла повз;
- Сіссі — вміє обплітати предмети та дмухати на жертв отрутою, створюючи перешкоди на їх шляху.

Є п'ять жертв, кожна з яких володіє власними здібностями і є абсолютно новими персонажами, створеними спеціально для гри:
- Ана Флорз — є лідером групи і отримує найменше ушкоджень від атак;
- Конні Тейлор — може відмикати двері майже миттєво при зниженні витривалості;
- Джулі Кроуфорд — може тимчасово бігати довше і залишатися непоміченою від стеження членами родини;
- Ліланд МакКінні — може збивати з ніг членів родини (крім Шкіряного обличчя), тимчасово оглушаючи їх;
- Сонні Вільямс — здатен виявляти наближення членів родини та жертв.

## Розробка
У 2017 році Gun Interactive видала Friday the 13th: The Game. Після втрати прав на відеогру Gun Interactive розпочала розробку The Texas Chain Saw Massacre, отримавши права від співавтора оригінального фільму Кіма Генкеля. Генкель володіє лише інтерактивними правами на фільм 1974 року, а отже Gun Interactive юридично не може використовувати в грі елементи з інших фільмів серії.
Розробники використовували технологію захоплення руху для зображення анімації кожного персонажа в грі.
Анонс гри відбувся під час церемонії The Game Awards 2021 разом із коротким тизер-трейлером.
Перед повним релізом гри, з 25 по 29 травня 2023 року проходило попереднє технічне тестування, під час якого гравці могли пограти у гру версії раннього доступу.

### Кастинг
Історія гри розповідається у вступній сюжетній сцені, що нагадує оригінальний фільм, і озвучується Аароном Лаплантом.
Шкіряне обличчя зобразив Кейн Годдер, а Лекс Ленґ озвучив його замість Ґуннара Гансена, який зіграв його в оригінальному фільмі, але помер у 2015 році. Трой Берджесс перейняв роль Кухаря від Джима Сідоу (який помер у 2003 році), який зображав його в першому і другому фільмах. Едвін Ніл повторює свою роль Автостопника з оригінального фільму, а Шон Вейлен виконав захоплення руху для персонажа. Джонні грає Дав Меїр, а його голос озвучує Деміан Маффі. Сіссі зіграла Крістіна Клебе. Джонні та Сіссі є абсолютно новими персонажами франшизи і були створені за участю сценариста оригінального фільму Кіма Хенкеля.
Захоплення рухів жертв жіночої статі виконала Скаут Тейлор-Комптон, вона також озвучила персонажа Джулі Кроуфорд, а захоплення рухів жертв чоловічої статі виконав Хантер С. Сміт. Ану озвучила Дженні Тірадо, Конні - Брайарлі Бішоп, Ліланда - Метт Лоу, а Сонні - Зено Робінсон.

## Випуск
Гра вийшла 18 серпня 2023 року для PlayStation 4, PlayStation 5, Windows, Xbox One та Xbox Series X/S. Того ж дня гра також стала доступна у підписці Xbox Game Pass, що генеральний директор Gun Interactive Вес Келтнер назвав «надзвичайно важливим» для залучення великої кількості гравців та заповнення лобі.
За перші 24 години після релізу гра досягла 1 мільйона гравців.

## Сприйняття
| Агрегатор  | Оцінка                                 |
| ---------- | -------------------------------------- |
| Metacritic | (PC) 72/100 (PS5) 71/100 (XSXS) 77/100 |

| Видання      | Оцінка |
| ------------ | ------ |
| Eurogamer    | [ 32 ] |
| GameSpot     | 9/10   |
| GamesRadar+  | [ 34 ] |
| IGN          | 6/10   |
| PCGamesN     | 8/10   |
| Push Square  | [ 37 ] |
| Shacknews    | 8/10   |
| The Guardian | [ 39 ] |

Згідно з оцінкою агрегатора рецензій Metacritic, The Texas Chain Saw Massacre отримала «загалом схвальні» відгуки для версії Xbox Series X, але версії для Windows і PlayStation 5 отримали «змішані або середні» відгуки.
У своєму огляді дорелізної версії гри Люк Вінкл з PC Gamer похвалив елементи хоррору та сеттинг 1970-х років, заявивши, що гра «віддзеркалює клаустрофобію та відчуття повзучого страху класики 1974 року».
Марк Ділейні з GameSpot оцінив гру на 9/10, заявивши, що «адаптація одного з найстрашніших фільмів перетворилася на одну з найстрашніших ігор, в які я коли-небудь грав». Він похвалив мапи, музику і загальну атмосферу гри, заявивши, що гра «пронизана хаосом і жахом, як і її першоджерело», але розкритикував «недостатню кількість косметики для персонажів», а також те, що «налаштування 4v3 обмежує певну свободу підбору гравців у матчмейкінгу».
У своєму огляді для GamesRadar+ Джордан Герблік похвалив візуальне оформлення та атмосферу, але розкритикував навчальні посібники, брак ігрових позначок і технічні проблеми. Він написав: «Шкіряне обличчя приносить із собою культовий образ психопата з бензопилою, що змушує Dead by Daylight посунутись на задній план, а також справді геніальні покращення жанру, проте разом з тим прийшла недолуга система пошуку гравців, яка часто змушує вас чекати на гру по п'ять і більше хвилин, безліч багів і проблеми із сервером, які унеможливлюють добрий відсоток матчів, в які вам удасться зайти, а також вкрай жалюгідне виправдання для ігрових туторіалів».
Тревіс Нортхап з IGN поставив грі 6/10, критикуючи нагальні технічні проблеми та відсутність способів допомогти новачкам навчитися грати в гру. Він заявив, що «менш асиметричний погляд The Texas Chainsaw Massacre на асиметричний жанр жахів пропонує кілька цікавих, але технічно складних годин розваг».
У своїй позитивній рецензії для видання Slant Magazine Райан Астон похвалив напружений геймплей жертви та його точність до оригінального фільму. Він також вважає, що динаміка гри «три проти чотирьох» є «переконливим напрямком для жанру» і дозволяє відчути себе «ближче до жанру survival horror, ніж до середньостатистичної асиметричної гри».
Вільям Ченнамо з Screen Rant оцінив гру на 3/5 і назвав її «must-play» для шанувальників асиметричних хоррорів, але відзначив «чималу кількість проблем», пов'язаних з реіграбельністю і загальним браком наповнення. Серед них - незадовільна та лімітована система прогресії в поєднанні з повторюваним ігровим процесом через схожість мап та способів втечі.
У негативній рецензії Ешлі Бардхан для Kotaku зазначила, що геймплей та елементи жахів зрештою не вразили її. Бардхан вважає, що історія гри є «чудовою живою святинею» фільму 1974 року, але не повністю «охоплює його моторошну оповідь», а елементи хоррору нівелюються короткою тривалістю матчів і повторюваним ігроладом.